# Melontræ-familien
Melontræ-familien (Caricaceae) er en lille, tropisk familie med arter i Centralafrika og Syd- og Mellemamerika. Her nævnes kun den ene slægt, som har økonomisk betydning i Danmark.
| Slægter |

- Melontræ-slægten (Carica) – eller opkaldt efter frugten: Papaya